# 大里村 (長野県)
大里村（おおさとむら）は長野県北佐久郡にあった村。現在の小諸市の北西部にあたる。

## 地理
- 山：高峰山、黒斑山、蛇骨岳

- 絵図（長野県立歴史館所蔵）[1]

　　菱平村諸村西原村滝原村

## 歴史
- 1889年（明治22年）4月1日 - 町村制の施行により、諸村・菱平村・西原村・滝原村の区域をもって発足。
- 1954年（昭和29年）2月1日 - 小諸町・北大井村・川辺村と合併して小諸町が発足。同日大里村廃止。

## 行政

### 村長[2]
| 氏名       | 就任         | 退任         |
| ---------- | ------------ | ------------ |
| 漆原勝太郎 | 明治22年5月  | 明治26年9月  |
| 相場国太郎 | 明治27年2月  | 明治28年4月  |
| 土屋善太郎 | 明治28年6月  | 明治29年1月  |
| 小林政賢   | 明治29年5月  | 明治31年8月  |
| 柳沢広朝   | 明治31年8月  | 明治34年9月  |
| 小林乾一   | 明治34年11月 | 明治36年10月 |
| 依田菊蔵   | 明治36年11月 | 明治38年2月  |
| 土屋伝之助 | 明治38年4月  | 明治39年5月  |
| 柳沢円蔵   | 明治40年2月  | 大正4年3月   |
| 土屋善太郎 | 大正4年3月   | 大正8年10月  |
| 土屋伊勢次 | 大正8年10月  | 昭和13年5月  |
| 花岡宇三郎 | 昭和13年5月  | 昭和15年12月 |
| 荻原儀助   | 昭和16年1月  | 昭和20年11月 |
| 土屋伊勢次 | 昭和20年12月 | 昭和22年4月  |
| 依田英雄   | 昭和22年4月  | 昭和26年4月  |
| 漆原勝衛   | 昭和26年4月  | 昭和29年1月  |

### 議長（第二次世界大戦後）[3]
| 氏名         | 就任         | 退任         |
| ------------ | ------------ | ------------ |
| 土屋貞吉     | 昭和22年5月  | 昭和26年1月  |
| 白鳥浅則     | 昭和26年1月  | 昭和26年3月  |
| 土屋七郎兵衛 | 昭和26年4月  | 昭和28年10月 |
| 相場孝次郎   | 昭和28年11月 | 昭和29年1月  |

町村制施行後、議長は村長が兼務していた。

## 交通

### 道路
- 国道18号
- 上信越自動車道

現在は旧村域に上信越自動車道の小諸インターチェンジが所在するが、当時は未開通。
- 林道浅間線、浅間サンライン。当時は未開通。
- 1000メートル林道

## 遺構

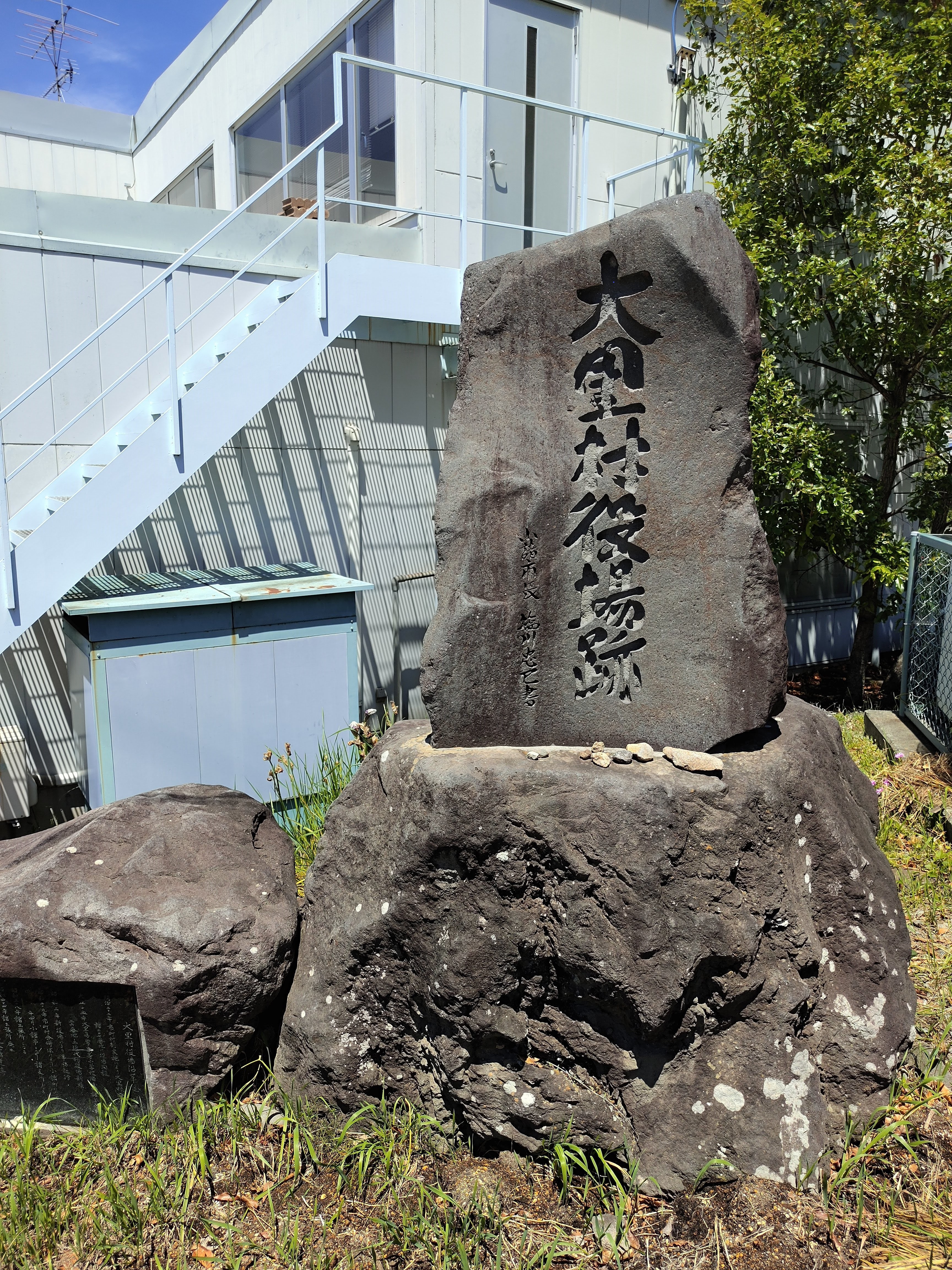
役場跡地に設置された記念碑

- 役場跡地に設置された記念碑役場跡地に1992（平成４）年3月に「大里村役場跡」記念碑が建立された。